# Pierolapithecus catalaunicus
Pierolapithecus catalaunicus - gatunek wymarłej małpy człekokształtnej, żyjące ok. 13 mln lat temu w miocenie, odkryty w miejscowości Els Hostalets de Pierola w Katalonii, w Hiszpanii. Gatunek uważany jest za blisko spokrewniony z ostatnim wspólnym przodkiem goryli, szympansów i ludzi. Odkrycia dokonano w 2002 roku, gatunek opisał natomiast zespół hiszpańskiego paleoantropologa Salvadora Moyà-Solà. Budowa klatki piersiowej, kręgosłupa i kończyn górnych Pierolapithecus umożliwiała mu wspinanie się po drzewach, podobnie jak czynią to dzisiejsze wielkie małpy człekokształtne.

## Pokrewieństwo z podrodzinąHomininae
Wielu uczonych uznaje Pierolapithecus za blisko spokrewnionego z ostatnim wspólnym przodkiem podrodziny Homininae, której obecnie żyjący przedstawiciele to goryl, szympans i człowiek. Hipoteza ta jest jednak kontrowersyjna, małpa ta żyła bowiem w Hiszpanii, podczas gdy obecne goryle i szympansy zamieszkują środkową Afrykę. Możliwe jest jednak, że Pierolapithecus lub jego krewni mógł dokonać ponownego zasiedlenia Afryki, w miocenie bowiem Półwysep Iberyjski połączony był z północnymi krańcami Afryki. Obecnie większość naukowców uważa, że naczelny żył już po oddzieleniu się przodków orangutanów od linii rozwojowej wielkich, afrykańskich małp człekokształtnych i ludzi.